# コンラッド・マライス
コンラッド・マライス（Conrad Marais、1989年4月26日 - ）は、ナミビアのラグビーユニオン選手。

## プロフィール
- ナミビア(当時は南アフリカ共和国)・ウォルビスベイ出身[1]。
- ポジションはウィング(WTB)。
- 身長 193cm、体重 103kg
- ナミビア代表キャップは10（2025年5月現在）でラグビーワールドカップ2011・ラグビーワールドカップ2015のナミビア代表に選ばれた[2]。

## 略歴
イースタン・プロヴィンス・エレファンツ、ピューマズ、モンペリエ、ASベジエ、SCアルビを経て、2017年、コグナックに加入。